# 万事达卡借记卡
万事达卡借记卡（英語：Debit Mastercard）是借记卡的一种。它与万事达卡信用卡使用相同的系统，但不对客户提供信用額度，借记卡使用客户在银行中的存款进行支付。

## 发卡机构

### 臺灣
台灣發行的Mastercard簽帳金融卡稱為「Mastercard Debit金融卡」。截至2019年7月止，發行Mastercard金融卡的金融機構計如下：
- 星展（台灣）商業銀行
- 國泰世華商業銀行
- 臺灣土地銀行
- 王道商業銀行
- 中國信託商業銀行
- 玉山商業銀行
- 臺灣中小企業銀行
- 台北富邦商業銀行
- 永豐商業銀行
- 台新國際商業銀行

### 香港、澳門
香港和澳门發行的Mastercard簽帳金融卡稱為「Mastercard扣帳卡」。截至2024年7月止，發行Mastercard扣帳卡的金融機構計如下：
- 花旗银行（原先与Visa合作发行Visa扣賬卡，后改为與万事达卡合作，現有用戶即全面更換成「Mastercard扣賬卡」）
- 大西洋銀行（Platinum「萬事達卡借記卡」）
- 中國銀行 (香港)  (中銀万事达卡扣帐卡)
- 渣打銀行（香港）（多货币万事达卡扣帐卡） （页面存档备份，存于）
- 滙豐銀行（尚玉萬事達卡扣賬卡、萬事達卡扣賬卡、商務萬事達卡扣賬卡）
- 恒生銀行（Alpha消費卡[2]、恒生優越理財多貨幣扣賬卡)
- 匯立銀行（WeLab Debit Card）
- Mox Bank（Mox Card）
- 大新銀行 (VIP銀行服務多货币万事达卡扣帐卡、优易理財多货币万事达卡扣帐卡)

### 中国大陆
中国大陆发行的Mastercard簽帳金融卡被稱為「万事达卡借记卡」。早期在中国大陆各商业银行发行的银行卡中，均带有银联和Visa、万事达、美國運通、JCB标志等的双标借记卡或信用卡，境内交易通过银联网络以人民币结算，境外交易视情况通过银联或境外卡组织网络分别以人民币或美元结算。2016年12月中国人民银行决定停止新发行双标卡后，各大银行陆续停止发行双标借记卡，但保留了双标信用卡的发行。
2023年11月17日，中国人民银行向万事网联公司核发银行卡清算业务许可证，该公司是万事达公司与网联清算有限公司在中国大陆共同发起设立的合资公司。获此行政许可后，万事网联公司可经授权成员机构发行和受理“万事达”品牌人民币银行卡（即可通过中国大陆银行发行能在中国大陆本土使用的万事达卡借记卡和万事达“单标”信用卡）。11月19日，该许可证申请获得中国人民银行和国家金融监督管理总局的批准。
2024年5月9日，万事网联公司正式在中国大陆开业，多家本土银行开始陆续发行支持人民币结算的全新“中国万事达”银行卡。

中国银行发行的以法国画家克勞德·莫奈的《印象·日出》作品印刷卡面的万事达世界借记卡

截止2025年5月21日，中国大陆正在发行万事达卡借记卡的银行有：
- 中国银行（长城跨境通国际借记卡[7]、国家公派留学专用国际借记卡[8]）
- 中国工商银行（工银公派留学专用银行卡[9]、工银牡丹国际借记卡）
- 中信银行（万事达美元借记卡[10]、万事达人民币美元双币借记卡（实则为多币种卡）[11]、《暗黑破坏神：不朽》×中信银行联名双币借记卡[12]）
- 中国邮政储蓄银行（万事达人民币美元双币借记卡[13]）
- 广发银行（万事达人民币美元双币借记卡[14][15]）
- 招商银行（万事达人民币美元双币金葵花借记卡（境外以美元结算）[16][17]、万事达人民币金葵花借记卡（境外以人民币结算）[18][17]）

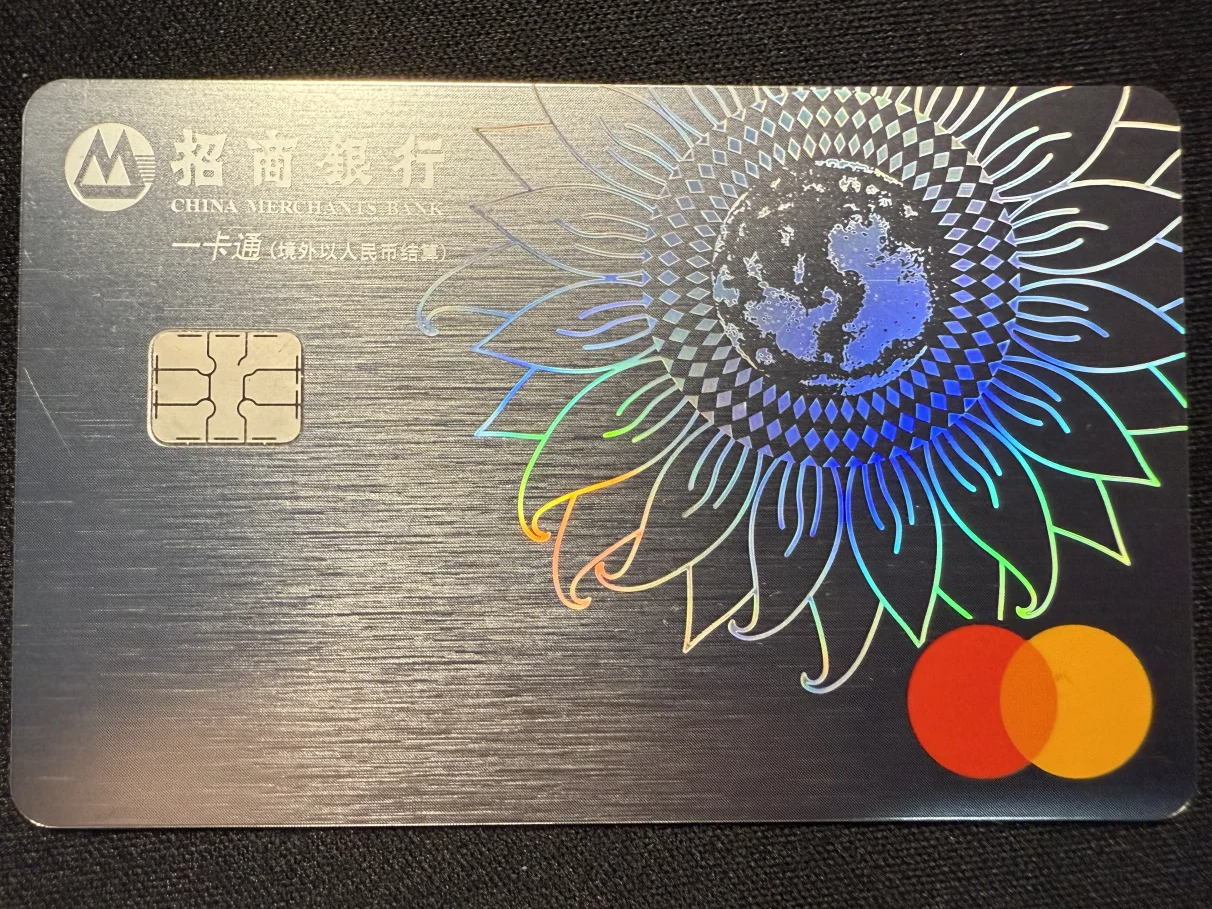
招商银行发行的“万事达借记卡（境外使用人民币结算）”

以上银行发行的万事达卡借记卡中，目前除中信银行发行的万事达人民币美元双币借记卡（现为多币种卡）、中国邮政储蓄银行、广发银行、招商银行发行的万事达借记卡外，其他银行发行的万事达借记卡都只设有外币账户，无人民币账户，且只能在中国大陆境外消费。中信银行则于2024年5月9日正式宣布发行万事达人民币借记卡，该卡同时设立人民币账户和美元账户，因此可以在中国大陆境内外消费。 2024年10月20日，中信银行宣布将此卡升级成多币种卡，新增港元、日圓、新加坡元、欧元、英镑、澳大利亚元账户。而中国邮政储蓄银行在2024年9月20日宣布发行万事达人民币借记卡后，虽然可以在中国大陆境内外线下消费，但强制要求进行3DS验证，若商户不支持3DS验证，交易无法完成。招商银行在2025年5月20日宣布正式发行万事达人民币借记卡，此卡在卡组织为白金卡，在银行内部为金葵花卡。消费外币时使用人民币、万事达的汇率进行结算。
此外，平安银行于2025年4月短暂上线了万事达人民币借记卡（命名为万事达IC卡），目前并没有正式发行。
据万事达卡片识别码（BIN）列表和万事网联产品列表等信源，招商银行、中国银行、中国建设银行等或将继续发行多个万事网联借记卡产品。

## 参看
- 万事顺卡（Maestro，万事达卡旗下另一借记卡品牌）
- 顺利卡（英语：Cirrus (interbank network)）（万事达卡旗下ATM网络）
- Visa金融卡
- 中国银联
- 借记卡